# Michail Zurabov
Michail Juryevitj Zurabov (ryska: Михаил Юрьевич Зурабов, uttalas [mʲixaˈil zuˈrabəf]) född 3 oktober 1953 i Leningrad, nu Sankt Petersburg, Ryska SFSR, Sovjetunionen, är en rysk politiker och Rysslands Kievambassadör sedan 13 augusti 2009 då han ersatte Viktor Tjernomyrdin på posten.
Zurabov pratar ryska och ukrainska.